# Prodidomidae
Prodidomidae zijn een familie van spinnen. De familie telt 30 beschreven geslachten en 302 soorten.

## Geslachten
- Anagrina Berland, 1920
- Austrodomus Lawrence, 1947
- Caudalia Alayón, 1980
- Chileomma Platnick, Shadab & Sorkin, 2005
- Chileuma Platnick, Shadab & Sorkin, 2005
- Chilongius Platnick, Shadab & Sorkin, 2005
- Cryptoerithus Rainbow, 1915
- Eleleis Simon, 1893
- Katumbea Cooke, 1964
- Lygromma Simon, 1893
- Lygrommatoides Strand, 1918
- Molycria Simon, 1887
- Moreno Mello-Leitão, 1940
- Myandra Simon, 1887
- Namundra Platnick & Bird, 2007
- Neozimiris Simon, 1903
- Nomindra Platnick & Baehr, 2006
- Oltacloea Mello-Leitão, 1940
- Plutonodomus Cooke, 1964
- Prodida Dalmas, 1919
- Prodidomus Hentz, 1847
- Purcelliana Cooke, 1964
- Theuma Simon, 1893
- Theumella Strand, 1906
- Tivodrassus Chamberlin & Ivie, 1936
- Tricongius Simon, 1893
- Wesmaldra Platnick & Baehr, 2006
- Wydundra Platnick & Baehr, 2006
- Zimirina Dalmas, 1919
- Zimiris Simon, 1882

## Taxonomie
Voor een overzicht van de geslachten en soorten behorende tot de familie zie de lijst van Prodidomidae.